# Erycibe magnifica
Erycibe magnifica är en vindeväxtart som beskrevs av David Prain. Erycibe magnifica ingår i släktet Erycibe och familjen vindeväxter. Inga underarter finns listade i Catalogue of Life.